# Amt Neustrelitz-Land
L'Amt Neustrelitz-Land est un Amt de l'arrondissement du Plateau des lacs mecklembourgeois dans le Land de Mecklembourg-Poméranie-Occidentale, dans le Nord de l'Allemagne.

## Communes
1. Blankensee
2. Blumenholz
3. Carpin
4. Godendorf
5. Grünow
6. Hohenzieritz
7. Klein Vielen
8. Kratzeburg
9. Möllenbeck
10. Userin
11. Wokuhl-Dabelow